# Ineos Grenadiers
Ineos Grenadiers, tidigare Team Sky och Team Ineos, är ett brittisk cykelstall med UCI Pro Tour-status. Stallet grundades den 26 februari 2009 och började tävla i januari 2010. Huvudcoach är Shane Sutton och sportdirektörer är Sean Yates och Kurt-Asle Arvesen.
Sedan den 1 maj 2019 ägs stallet av det Jim Ratcliffe-kontrollerade kemiföretaget Ineos. Från köpet och fram tills den 29 augusti 2020 hette stallet Team Ineos.

## Sponsor
BSkyB gav Team Sky runt 30 miljoner brittiska pund för att starta stallet. Sponsorn bestämde sig för att sponsra stallet fram till slutet av 2013. Andra sponsorer var News Corporation och Sky Italia. Pinarello, Adidas , Gatorade, M & S, Oakley, IG Markets och Jaguar valde också att börja sponsra det brittiska stallet.

## Historia

### Början
Team Skys ursprungliga avsikt var ett cykelstall i UCI WorldTour med främst brittiska cyklister i laguppställningen. Deras mål var att en brittisk cyklist skulle vinna Tour de France inom 5 år.
De första sex cyklisterna att komma till stallet var de brittiska cyklisterna, Geraint Thomas, Steve Cummings, Chris Froome, Russell Downing, Ian Stannard och Peter Kennaugh. De valde också att kontraktera flera utländska cyklister, för att säkerställa att stallet skulle kunna tävla på den högsta nivån från början.
I september 2009 blev det känt att Team Sky hade kontrakterat bland annat Edvald Boasson Hagen, Thomas Löfkvist, Kurt Asle Arvesen, Simon Gerrans, Juan Antonio Flecha, Kjell Carlström, John-Lee Augustyn, Greg Henderson, Lars Petter Nordhaug och Morris Possoni. . Senare under säsongen blev det klart att Chris Sutton, Bradley Wiggins, Michael Barry och Ben Swift skulle ansluta till stallet inför säsongen 2010.

### 2010

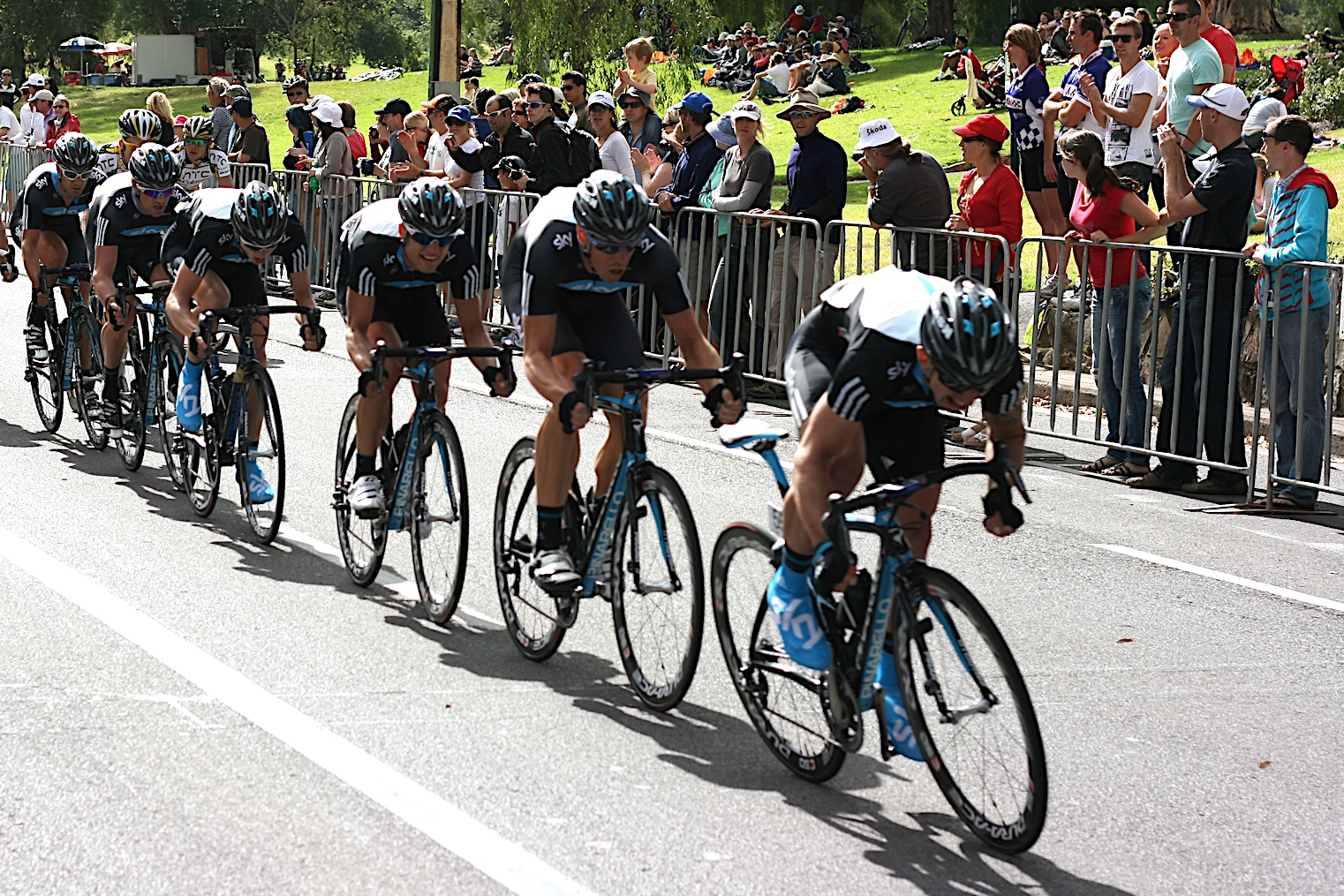
Team Sky under Cancer Council Helpline Classic.

Team Sky tog segern i sin första tävling när Greg Henderson vann Cancer Council Helpline Classic, medan Chris Sutton slutade två i loppet..
Team Skys första ProTour-tävling var Tour Down Under i januari 2010. Senare under säsongen tilldelades stallet en inbjudan till Tour de France 2010, men fick också köra Giro d'Italia 2010 och Vuelta a Espana under år.
I februari 2010 tog laget sin första endagssegern när Juan Antonio Flecha vann den belgiska semiklassikern Omloop Het Nieuwsblad genom en soloutbrytning.. I maj blev Bradley Wiggins den första cyklisten i stallets historia att bära en ledartröja i en Grand Tour efter att han vunnit prologen i Giro d'Italia. . Samma månad vann Ben Swift det franska etapploppet Tour de Picardie.
På Tour de France slutade Geraint Thomas två på etapp 3 och fick bära den vita ungdomströjan. Utöver det gick inte Tour de France som stallet hade planerat och stallets bäst placerade cyklist var Thomas Löfkvist som slutade på 17:e plats.
Thomas Löfkvist var Team Skys kapten under Vuelta a Espana, men laget bestämde sig för att lämna loppet efter att teamassistenten Txema Gonzalez avlidit.

### 2011

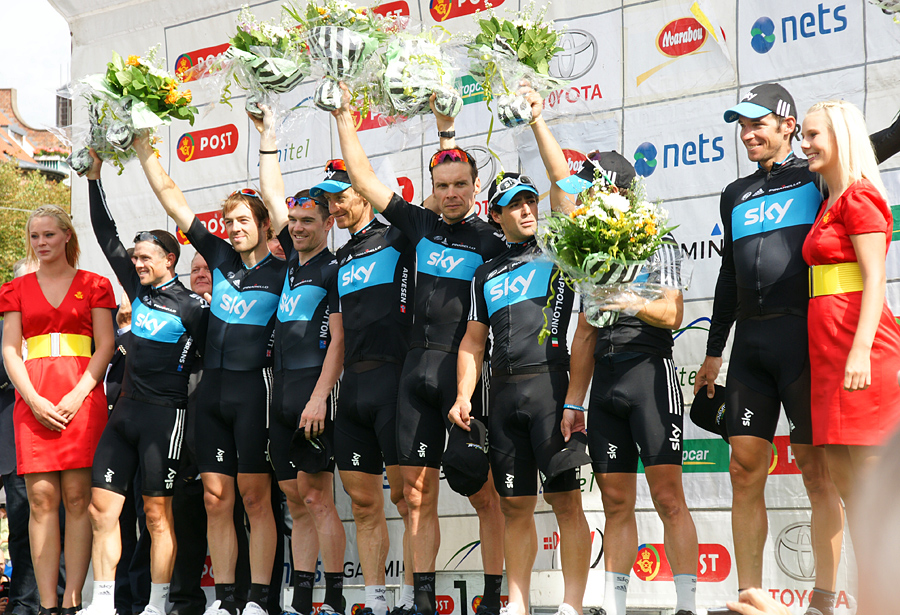
Team Sky under Danmark Rundt 2011.

Team Sky började återigen sin säsong i Australien. Ben Swift vann två etapper på Tour Down Under.  och slutade trea i sammandraget. Juan Antonio Flecha och Jeremy Hunt slutade fyra och sexa i Tour of Qatar i februari. Senare samma månad vann Edvald Boasson Hagen poängtävlingen i Tour of Oman.
Bradley Wiggins slutade på tredje plats i Paris-Nice och Geraint Thomas slutade tvåa i Dwars door Vlaanderen. Ben Swift vann etapp 2 på Tour of California och Greg Henderson vann etapp 3.
På Giro d'Italia 2011, slutade lagets bästplacerade cyklist, Thomas Löfkvist, på 21:a plats, och Davide Appollonio slutade på andra plats på etapp 12.
Geraint Thomas tog Skys första totalseger för säsongen när han vann Bayern-Rundfahrt i slutet av maj. Edvald Boasson Hagen och Bradley Wiggins vann etapper under den tyska tävlingen, och Boasson Hagen vann poängtävlingen. I juni vann Wiggins den franska tävlingen Critérium du Dauphiné..

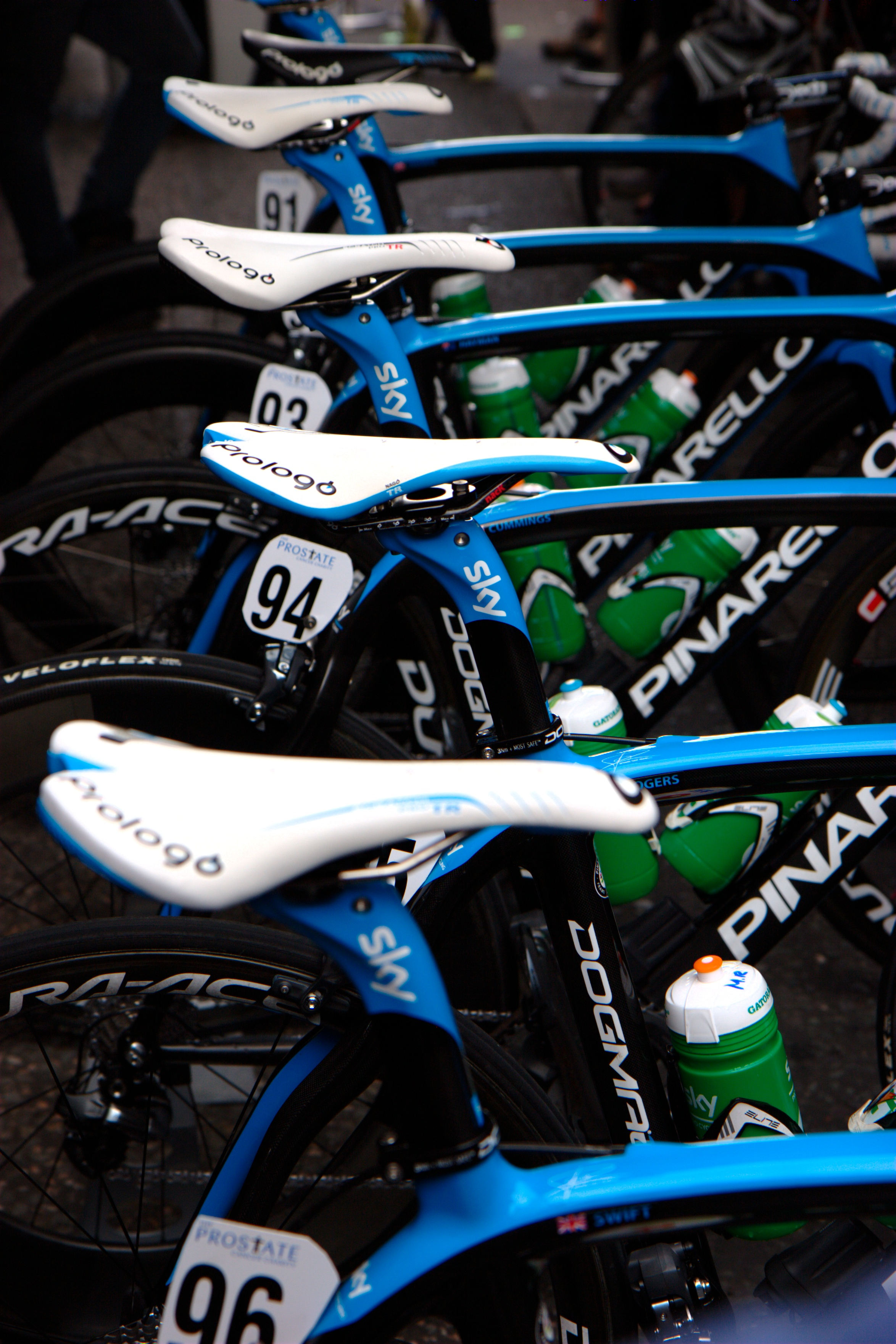
Team Skys cyklar

Under Tour de France 2011 bytte lagtröjorna färg från svart och blå till svart och grön för att öka medvetenheten om regnskogsskövlingen. Tillsammans med Världsnaturfonden tänkte stallet hjälpa till att rädda en miljard träd i Brasilien. Edvald Boasson Hagen tog stallets första etappseger på etapp 6. . Dagen därpå kraschade Bradley Wiggins och bröt nyckelbenet, vilket innebar att han var tvungen att bryta loppet.. På etapp 9 blev Juan Antonio Flecha påkörd av en bil och kolliderade med nederländaren Johnny Hoogerland, som trillade in i ett taggtrådsstängsel. Båda cyklisterna kunde fortsätta tävlingen trots olyckan. Boasson Hagen slutade tvåa bakom landsmannen Thor Hushovd på etapp 16, och nästa dag tog han revansch genom att vinna etappen genom en soloattack. han slutade också tvåa på den sista etappen på Champs Elysses. Rigoberto Urán blev lagets bästplacerade cyklist på 24:e plats.
Efter Tour de France fortsatte Boasson Hagens goda form när han vann Vattenfall Cyclassics och sedan vann etapp 6 på Eneco Tour, men också totalledningen, poängtävlingen och ungdomstävlingen.
På den tredje och sista Grand Tour för säsongen, Vuelta a España, slutade Skys cyklister Chris Froome and Bradley Wiggins på andra respektive tredje plats i slutställningen bakom Juan Jose Cobo.. Chris Sutton vann etapp 2, medan Froome vann etapp 17.
I oktober berättade världsmästaren Mark Cavendish att han hade skrivit på ett kontrakt med stallet inför säsongen 2012.. Han tog med sig HTC-Highroad lagkamraten Bernhard Eisel.